# Трудна мишена
„Трудна мишена“ (на английски: Hard Target) е американски екшън филм от 1993 г. на режисьора Джон Ву, с участието на Жан-Клод Ван Дам. Сценарият е написан от Пфарър и е базиран на филмовата адаптация от 1932 г. на краткия разказ „Най-опасната игра“ на Ричард Конъл през 1924 г.
Продължението – „Трудна мишена 2“ (2016), е пуснат 23 години по-късно на 6 септември 2016 г.